# Björkhagen (tunnelbanestation)
Björkhagen är en station inom Stockholms tunnelbana i stadsdelen Björkhagen i Söderort inom Stockholms kommun.
Den ligger på T-bana 1 (gröna linjen) mellan Hammarbyhöjden och Kärrtorp 4,8 kilometer från Slussen. Stationen öppnades den 19 november 1958. Den ligger utmed Malmövägen mellan Björkhagsplan, Björkhagsgången och Falsterbovägen.
Det är en ovanjordsstation med en biljetthall som har entré i mitten av stationen. 
På plattformen och i biljetthallen finns konstverk av konstnären Lenka Jonesson. Konstverken avtäcktes 1991.
På Björkhagens t-banestation börjar den första etappen av Sörmlandsleden.

## Bilder

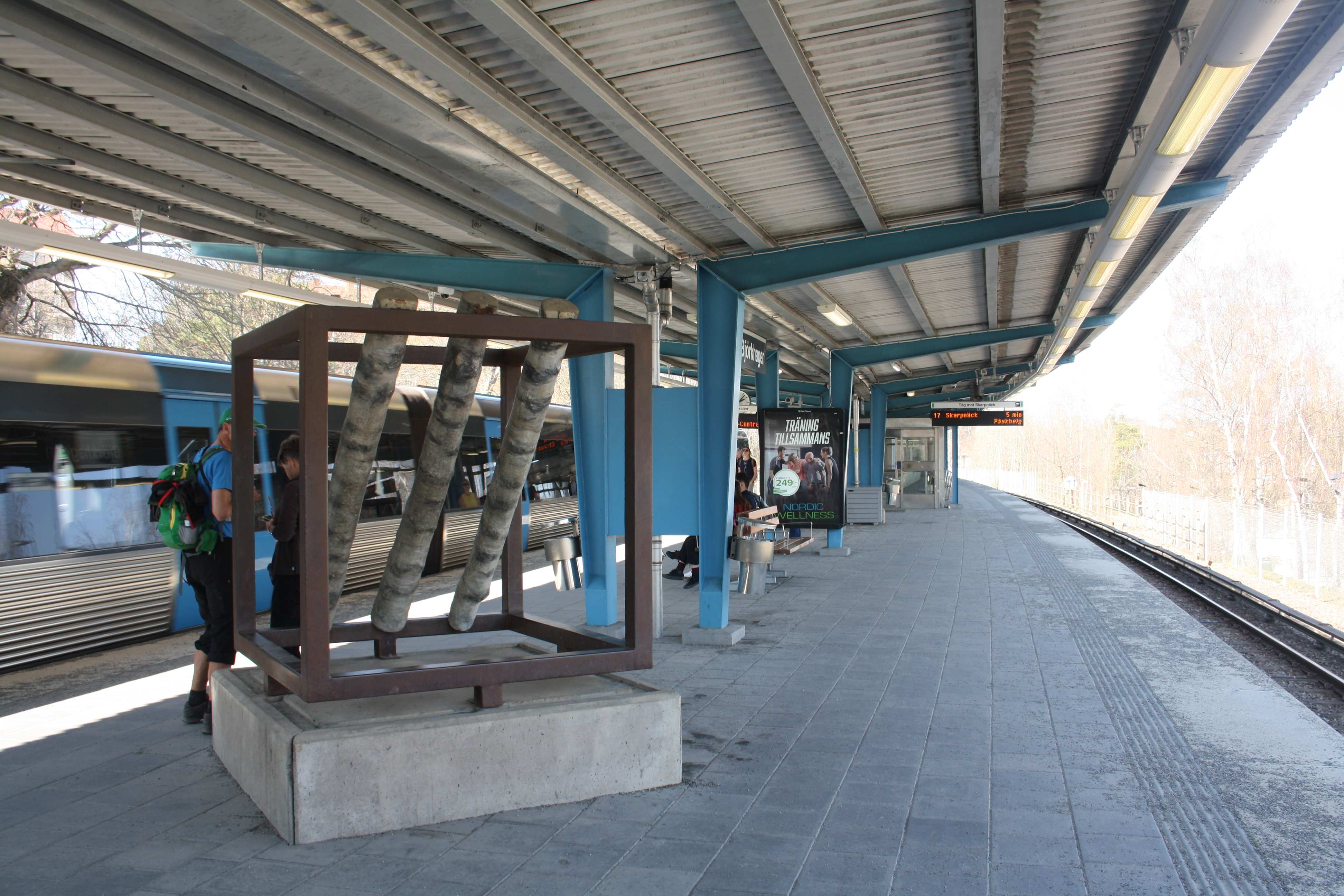
Perrong med konstnärlig utsmyckning
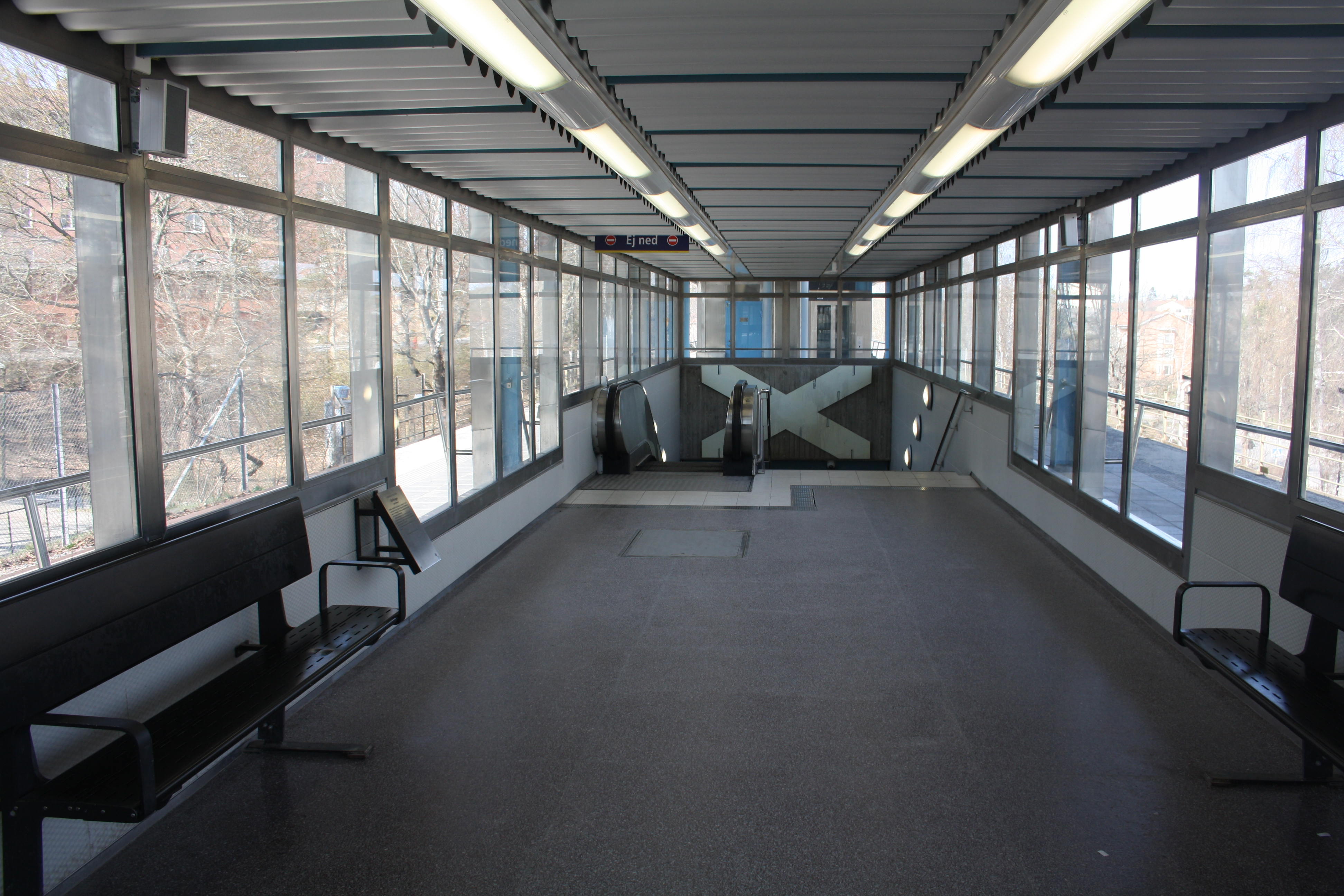
Vänthallen
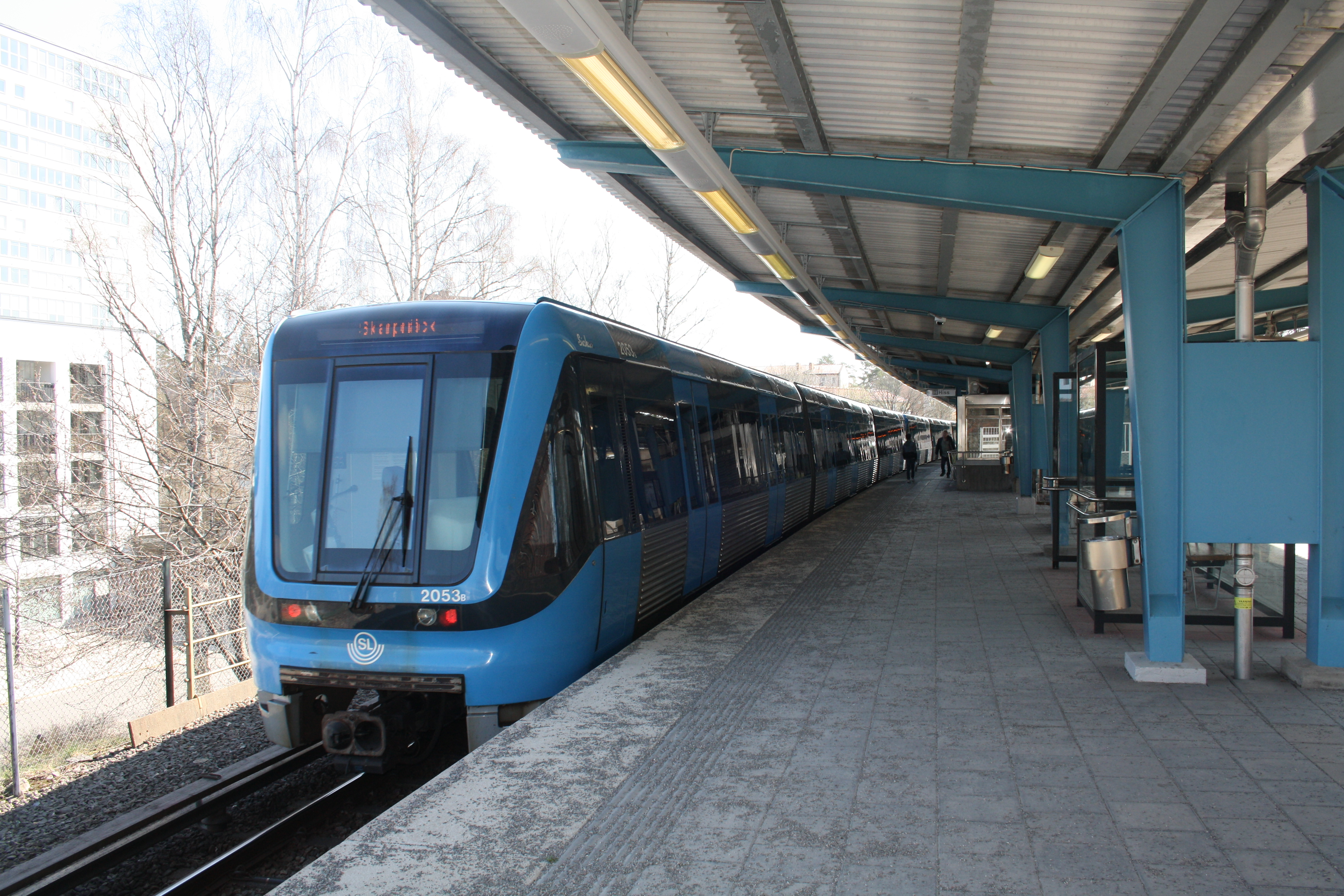
Perrongen
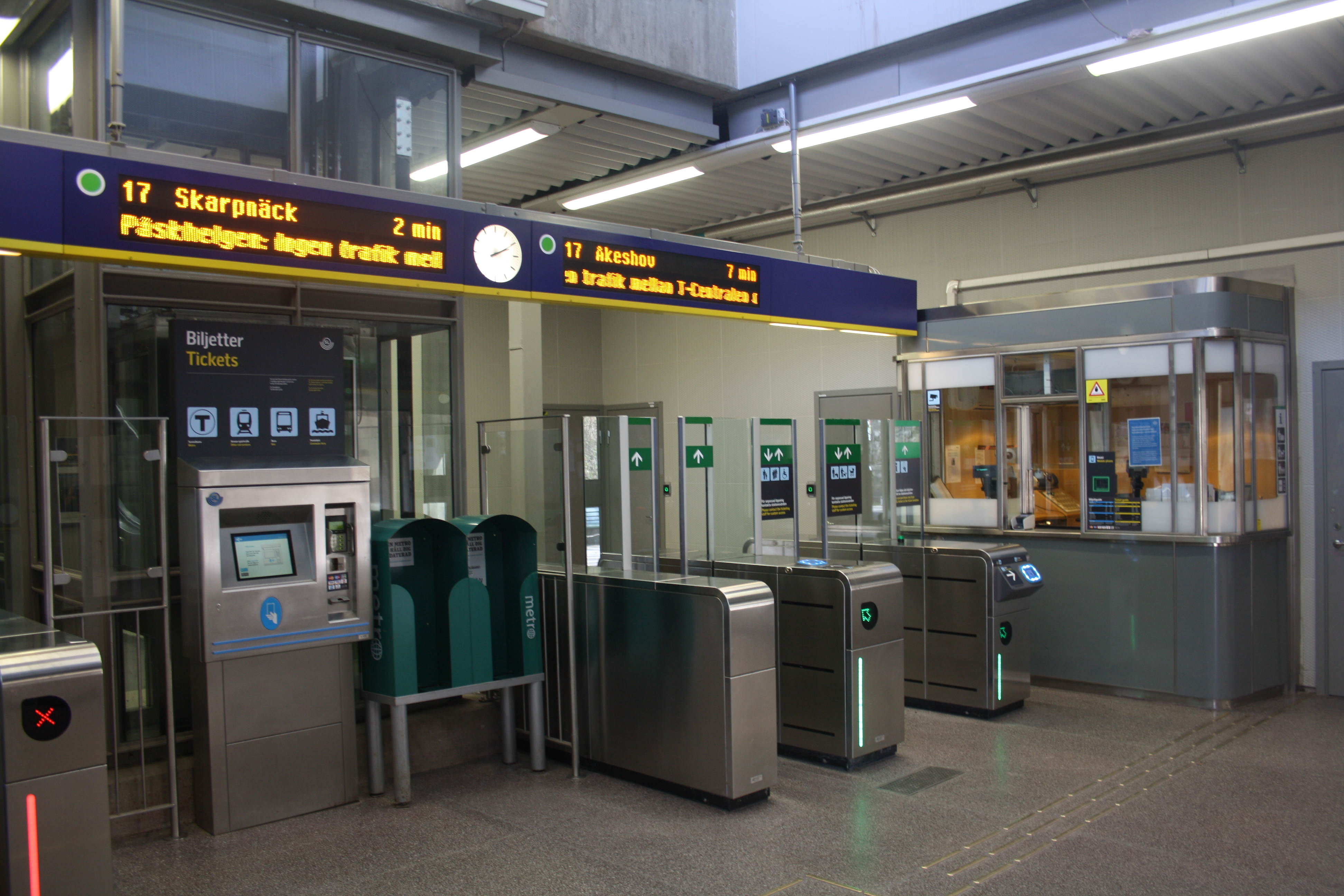
Biljetthallen
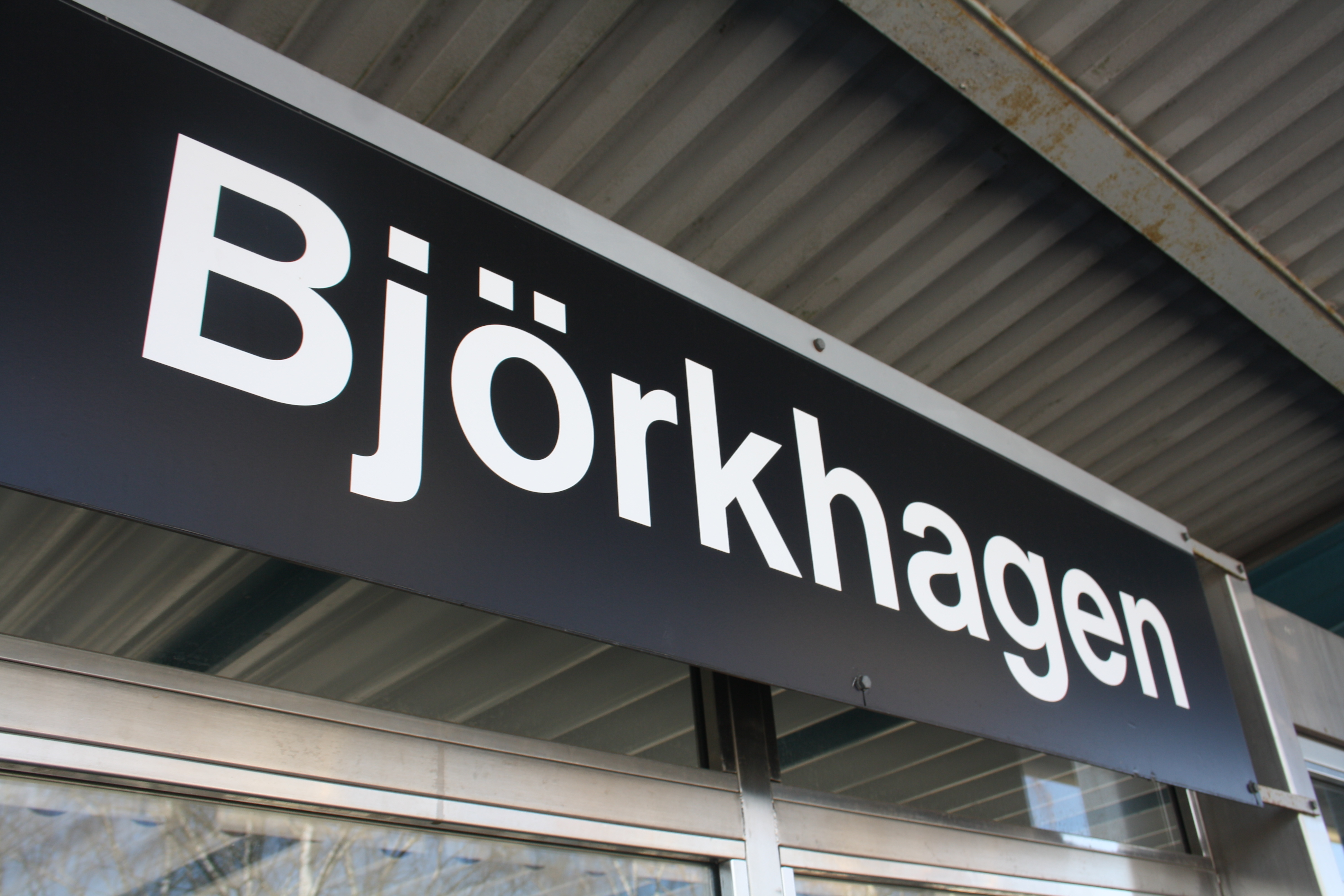
Stationsskylt
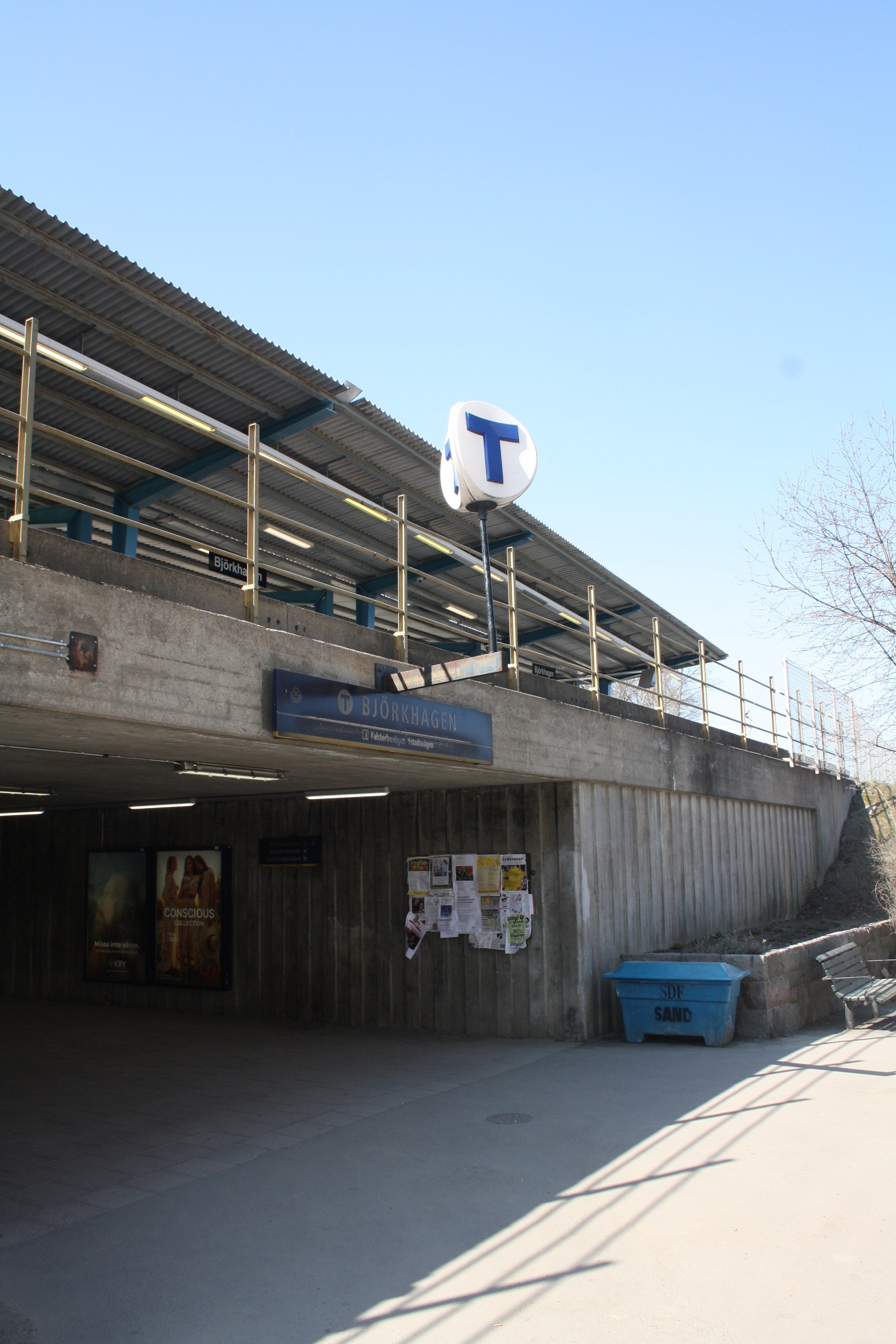
Ingång